# ヘーフェルホーフ
ヘーフェルホーフ ( Hövelhof) は、ドイツ連邦共和国ノルトライン＝ヴェストファーレン州北東部にあたるデトモルト行政管区のパーダーボルン郡に属す町村（以下、本項では便宜上「町」と記述する）である。2012年3月14日から「ゼンネゲマインデ」という公式な添え名を用いている。

## 地理

### 位置
ヘーフェルホーフはノルトライン＝ヴェストファーレン州の北東部、オストヴェストファーレン＝リッペ（デトモルト行政管区）中央部のパーダーボルン郡北部に位置する。自然環境上、この町は、ヴェストファーレン盆地東部の部分的地域環境である「ゼンネ」に位置している。町域はほぼ平坦である。
町域を流れる最も大きな川はエムス川で、その水源は、北の町境に接するシュトゥーケンブロックに位置している。この他の、この町に水源を持つ、あるいは町内を流れる川は、ハウステンバッハ川、クノッヒェンバッハ川、クロルバッハ川、カステンバッハ川、シュヴァルツヴァッサーバッハ川、フルルバッハ川、ホルテバッハ川、ハラーバッハ川がある。ヘーフェルホーフの中核部は海抜 109 m にある。

### 地質学
町域は「グローサー・エムステラス」（大エムス段丘）に位置しており、その表層付近はヴァイヒゼル氷期の礫、砂、シルトで形成されている。深層部はしばしば雪解け水によって堆積したザーレ氷期のフォアシュットザンデ（砂）やベッケントーネ（粘土）、あるいはホルシュタイン間氷期末期の堆積物で構成されている。表層にはヴァイヒゼル氷期または後氷期の堤、細かい砂、河床、砂丘、湿地が見られる。
こうした氷期に形成された地形の下には、中生代の粘土混じりの泥灰岩（「エムシャー＝マーゲル」）、石灰岩混じりの泥灰岩、泥灰岩混じりの石灰岩、石灰岩で構成された、西に向かってわずかに傾斜した固い岩層がある。その下には、古生代（デボン紀、石炭紀）の褶曲した岩の層がある。
地下水は氷河期の粗い岩層にかなりの量があり、エムステラスの溝にも多くの量が蓄えられている。最も浅い帯水層は粗い岩の層にある。この層と、白亜紀後期の岩層にある第2の帯水層との間には透過性の低い中間層がある。第2の帯水層では、水は北東から南西に向かって塩分濃度が高くなる。エムス川とその支流の堆積物に砂や一部の礫が大量に存在しており、壁や充填用の砂としての利用に適している。

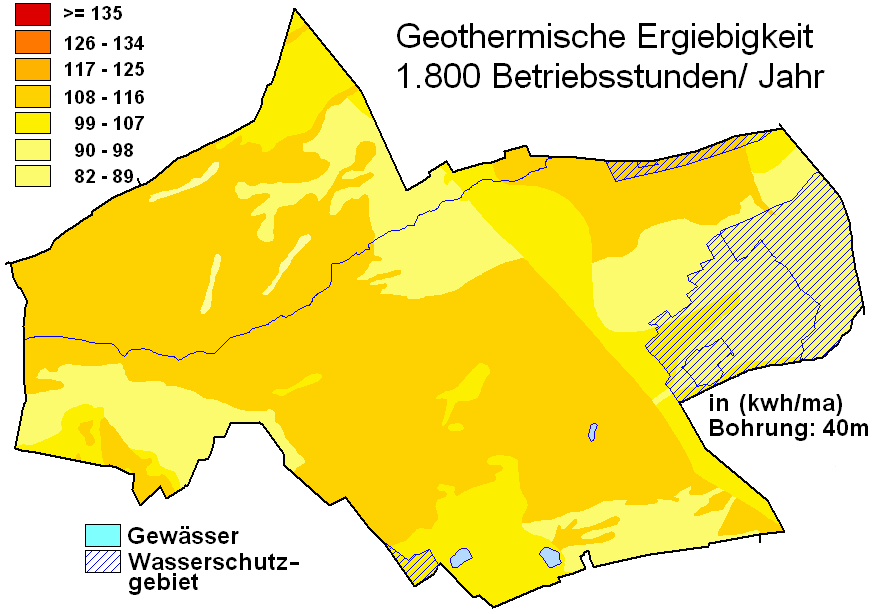
ヘーフェルホーフの地熱分布図

町内の土地は、地下水の影響を受けた土壌（グレイゾル、低層湿地）と 5 - 10 m の高さがある更新世の乾いたテラス状の砂地で形成されている。ここでは、後氷期の川の堆積物による土壌と氷成粘土や風で運ばれた砂で形成された土壌とが頻繁に入れ替わる。この入れ替わりが風景にわずかな起伏の性状を与えている。表層の 60 - 100 cm 下に地下水が蓄えられている栄養に乏しい砂地のポドゾル＝グレイゾルの場所は内部が固まっており、泥鉄鉱や硬土層 で形成された農業に適さない土地である。農業利用は、この層を砕き、場合によっては人工の盛り土を施して排水を行って初めて可能となる。表層の 100 - 200 cm 下に地下水がある場所では、地下水との接触がなければポドゾル化が進んだグレイゾル＝ポドゾルあるいはポドゾルを形成している。こうした場所では、収穫量は少なく干魃のリスクを負った耕作が行われる。
ヘーフェルホーフの町域は、地熱ゾンデによる地熱源やヒートポンプによる地熱採取については、「中等度」から「極めて良好」な状態にある（右図参照）。

### 町の広がりと土地利用
「グローセ・ラントゲマインデ」（直訳すると「大きな田舎の町」）に分類されるヘーフェルホーフの面積は 70.67 km2 で、このうち 19.72 km2 が軍事演習場、3.34 km2 が町有林である。最も大きな割合を占めるのが農業用地および森林で、合わせて約 78.4 % を占める。南北軸の最大幅は約 9.8 km、東西軸のそれは 13.2 km である。
| 用途別面積 | 農業用地 | 森林   | 住宅地、空き地 産業用地 | 交通用地 | 水域  | スポーツ用地 緑地 | その他 |
| ---------- | -------- | ------ | ----------------------- | -------- | ----- | ----------------- | ------ |
| 面積 (km2) | 33.52    | 21.63  | 6.55                    | 3.79     | 1.02  | 1.04              | 3.19   |
| 占有率     | 47.4 %   | 30.6 % | 9.3 %                   | 5.4 %    | 1.4 % | 1.5 %             | 4.5 %  |

### 隣接する市町村
ヘーフェルホーフは、北西から時計回りに、フェルル（カウニッツ市区）、シュロス・ホルテ＝シュトゥーケンブロック（ともにギュータースロー郡）、シュランゲン（リッペ郡）、バート・リップシュプリンゲ、パーダーボルン、デルブリュック（以上、パーダーボルン郡）と境を接している。

### 自治体の構成
ヘーフェルホーフの町は、歴史的経緯からヘーフェルホーフ、クラウスハイデ、シュタウミューレ、エスペルン、リーゲ、ヘーフェルリーゲ、ヘーフェルゼンネの各地区に分けられる。ヘーフェルホーフの東に位置するヘーフェルゼンネは17世紀中頃から列村として成立した集落であったが、ゼンネ軍事演習場の拡張に伴って、1939年から徐々にそのほぼ全域が演習場に編入された。1800年に建設された学校（1966年）や1923年に建設されたヨーゼフス教会（1974年）を含め135軒の家屋と農場が編入された。

## 歴史

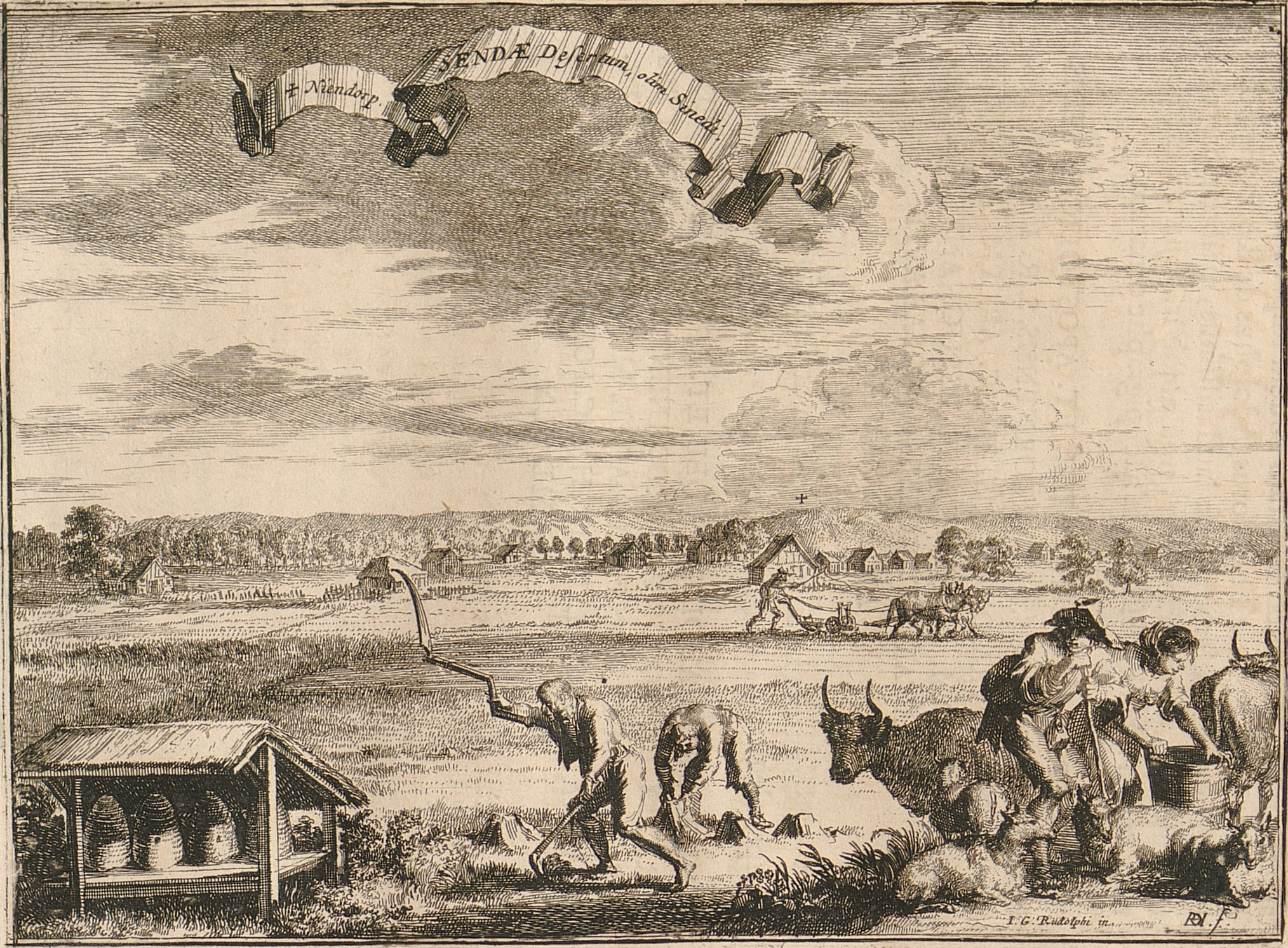
17世紀のノイエンドルフ (Niendrop)

この町の名前は、少なくとも1000年にまで遡る同名の古い荘園に由来する。デルブリュック地方北東部のヘーフェルホーフに関する最初の文献記録は1446年になされた。それから約200年後の1645年にヘーフェルの最後の荘園管理人が子供を遺さず死亡した。これによりヘーフェルホーフは領主であるパーダーボルン司教領主に返還された。1659年頃クロルバッハ川沿いに「ノイエンドルフ」（直訳すると「新しい村」、表記は Niendrop）が建設された。1661年に荘園管理棟の近くにパーダーボルン司教領主の狩りの城が建設され、18世紀初めには城の堀の内側にヘーフェルホーフで最初の教会が建設された。この教会は1706年に完成した。その9年後にヘーフェルホーフ・カトリック教会が創設され、デルブリュックの洗礼者聖ヨハネ教会を母教会とした。1782年に現在の教区教会の場所に大きな教会が建設された。1802年にパーダーボルン司教領主による支配が終焉し、デルブリュック地方はプロイセン領となった。その5年後、デルブリュック地方はジェローム・ボナパルトの支配下に置かれ、6つの自治体に分割された。ヘーフェルホーフは、行政上の自治体として独立を保った。1820年代にヘーフェルホーフでマラリアが流行し、約800人の住民が犠牲となった。さらに1851年には飢饉と発疹チフスによって、ヘーフェルホーフとシュトゥーケンブロックの人口は大幅に減少した。1903年、ヘーフェルホーフで火災が起きた。1957年に福音主義のヨハネス教会が建設され、献堂された。その2年後に自治体オステンラントの一部（ベントラーケ、アルテンブリンク、クライスジートルング・クラウスハイデ）がこの町に合併した。1975年にアムト・シュロス・ノイハウスが廃止され、ヘーフェルホーフはアムトに属さない自治体となった。これに伴ってそれまでのオステンラントの一部（エスペルン、クラウスハイダー・ジートルング）が合併した。1978年10月31日にフェルルを経由してギュータースロー北へ行くトイトブルガー・ヴァルト鉄道が完成した。1982年に福音主義ヨハネス教会組織は独立した。

### 町村合併
クラウスハイデは1807年の町の創設からヘーフェルホーフに属していた。1958年10月1日にアムト・デルブリュックの自治体オストラントからクライスジートルング、ベントラーケ、アルテンブリンクがヘーフェルホーフに編入された。
1975年1月1日の自治体新設を定めたザウアーラント/パーダーボルン法に基づき、アムト・シュロス・ノイハウスが廃止され、ヘーフェルホーフは独自の行政機能を有するアムトに属さない自治体となった。また、オステンラントからエスペルン、クラウスハイダー・ジートルングがヘーフェルホーフに編入された。

## 住民

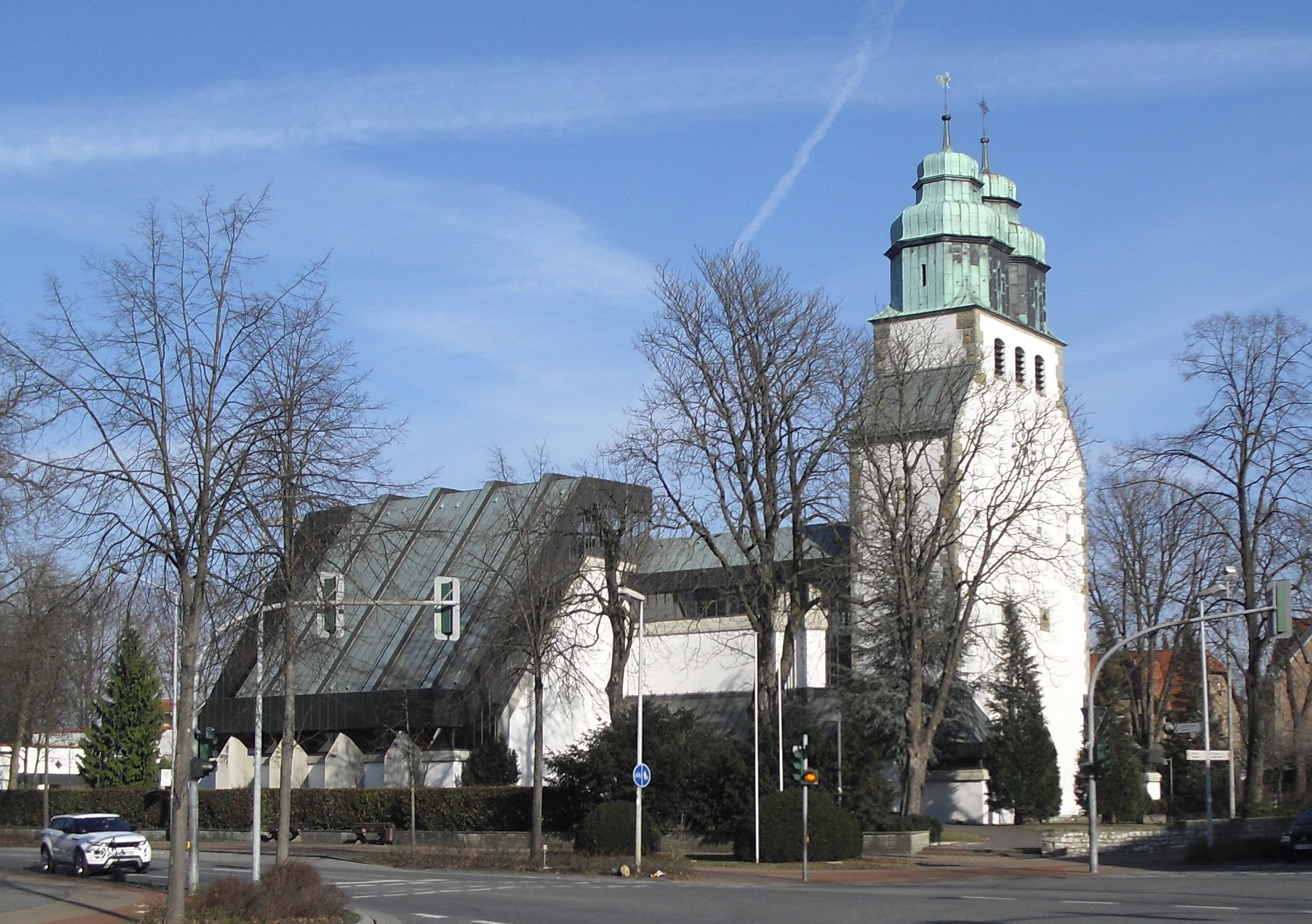
カトリックの聖ヨハネス・ネポムク教会

### 宗教
ヘーフェルホーフには、ヘーフェルリーゲのヘルツ・イエズス助任司祭管区およびエスペルンのヘルツ・イエズス助任司祭管区を下位組織とするカトリックの聖ヨハネス・ネポムク教区教会組織と、ブレスラウアー通りのヨハネス教会を有する福音主義のヨハネス教会組織が存在する。リーゲのカトリック教会は2013年に改修された。
現在の宗教分布を知る手がかりの一つが、ブラーケルの学生に対する所属宗教団体の調査である。この調査によれば、2006年/2007年の学期では学生の 19.1 % が福音主義、62.8 % がカトリック、3.5 % がイスラム教に所属した。8.7 % がその他の宗教、6.0 % が無宗教であった。
1731年、ヘーフェルホーフで自らと団員の平穏な死を願うトーデスアングスト・クリスティ兄弟団が結成された。

### 人口推移
以下の表にヘーフェルホーフの人口推移を示す。数値は各時点の町域における人口である。
| 年               | 人口（人） |
| ---------------- | ---------- |
| 1818 (12月31日)  | 1,684      |
| 1867 (12月3日) ¹ | 1,975      |
| 1916 (12月1日) ¹ | 2,387      |
| 1939 (5月17日) ¹ | 4,454      |
| 1950 (9月13日) ¹ | 6,434      |
| 1961 (6月6日) ¹  | 7,886      |
| 1965             | 8,609      |
| 1970 (5月27日) ¹ | 9,636      |
| 1974 (6月30日)   | 10,283     |
| 1975 (12月31日)  | 11,436     |
| 1980 (12月31日)  | 12,126     |

| 年               | 人口（人） |
| ---------------- | ---------- |
| 1985 (12月31日)  | 12,516     |
| 1987 (5月25日) ¹ | 12,599     |
| 1990 (12月31日)  | 13,346     |
| 1995 (12月31日)  | 15,167     |
| 2000 (12月31日)  | 15,773     |
| 2005 (12月31日)  | 16,020     |
| 2007 (12月31日)  | 15,900     |
| 2008 (12月31日)  | 15,938     |
| 2009 (12月31日)  | 16,021     |
| 2010 (12月31日)  | 15,980     |
| 2012 (12月31日)  | 15,706     |

¹: 人口調査結果

## 行政

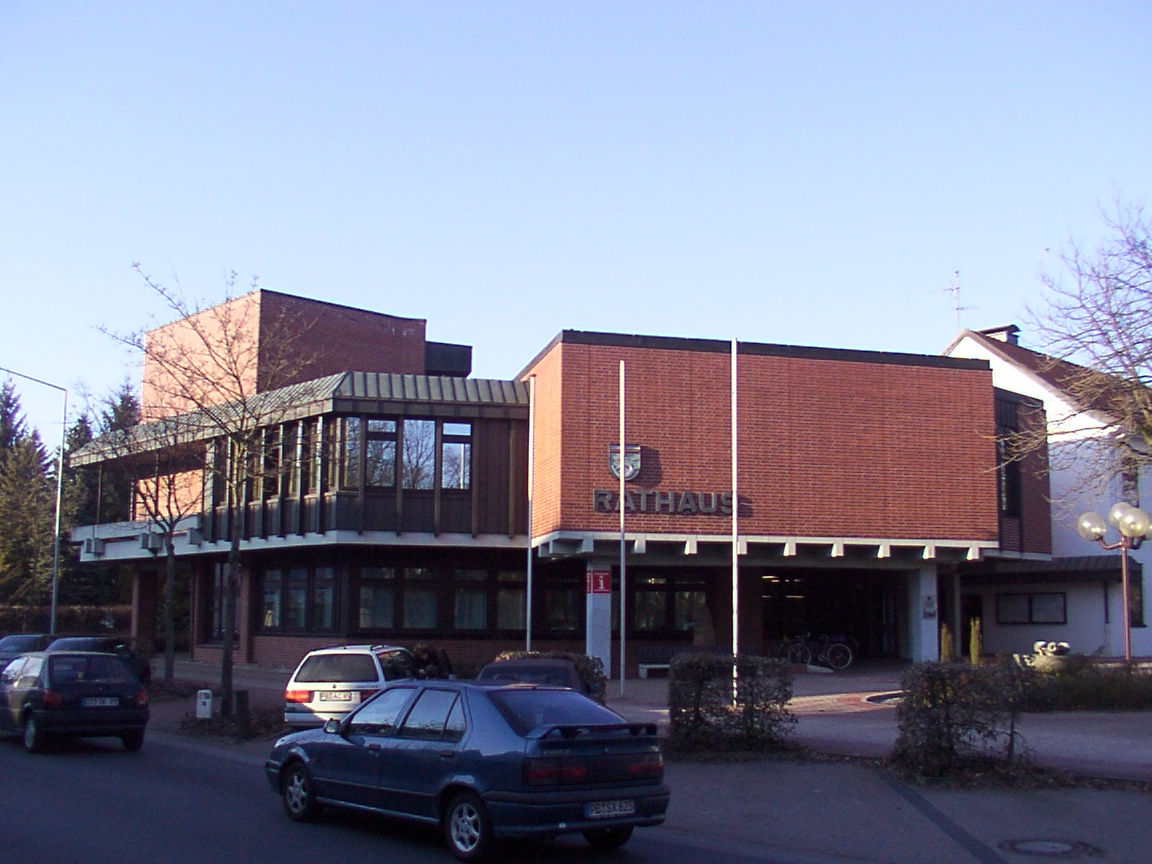
ヘーフェルホーフの町役場

### 町議会
ヘーフェルホーフの町議会は、2014年の選挙時点で 34議席で構成されている。これに町長が議長として加わる。

### 首長
第二次世界大戦後の町長を列記する。
- 1945年 - 1948年　フェルディナント・ヘンケマイヤー（ウンターラムゼルと呼ばれる）中央党
- 1948年 - 1956年　ヴィルヘルム・ベー
- 1956年 - 1963年　ヨハネス・リームケ
- 1963年 - 1976年　ヨーゼフ・フェルスター、CDU
- 1976年 - 1999年　ハインツ・ザラトス、CDU
- 1999年 - 2004年　ヴェルナー・トール、CDU[17]
- 2004年 -　ミヒャエル・ベーレンス、CDU[18]

### 紋章、印章、旗
ヘーフェルホーフは、1962年6月25日付のノルトライン＝ヴェストファーレン州内務省の文書によって、紋章および紋章をデザインした印章を使用する権利を得た。
紋章の図柄: 「緑地。銀（白）の狩猟用ホルンの上部に銀（白）の波帯。紋章頂部は銀（白）地に縁まで伸びる赤い十字」
解説: ヘーフェルホーフの紋章には、歴史的・地理的なシンボルがデザインされている。
1. 上部の十字は、中世から1803年の世俗化までこの地のレーエン領主であったパーダーボルン司教領主（英語版）の司教十字（ドイツ語版、英語版）を表している。
2. 波帯は、エムス川をはじめとする小川沿いにヘーフェルホーフが位置していることを示している。
3. 狩猟用ホルンは、1661年に司教領主ディートリヒ・アドルフ・フォン・レッケによってヘーフェルホーフに狩りの城が建設されたことを意味している。この城の場所は、カトリック教会組織が発足した場所であり、1807年にヘーフェルホーフが独立した町村に昇格した場所でもある。
4. 紋章の緑色は、森や緑地の豊かさによる。

印章: ヘーフェルホーフは、町の紋章と「Gemeinde Hövelhof Krs. Paderborn」（パーダーボルン郡のヘーフェルホーフ町）という銘文の印章を用いている。
さらに1971年9月16日付のデトモルト行政管区長官の文書により、旗の使用が許可されている。
旗の図柄: 「長辺沿いに緑と白のストライプ。上部1/3に町の紋章」

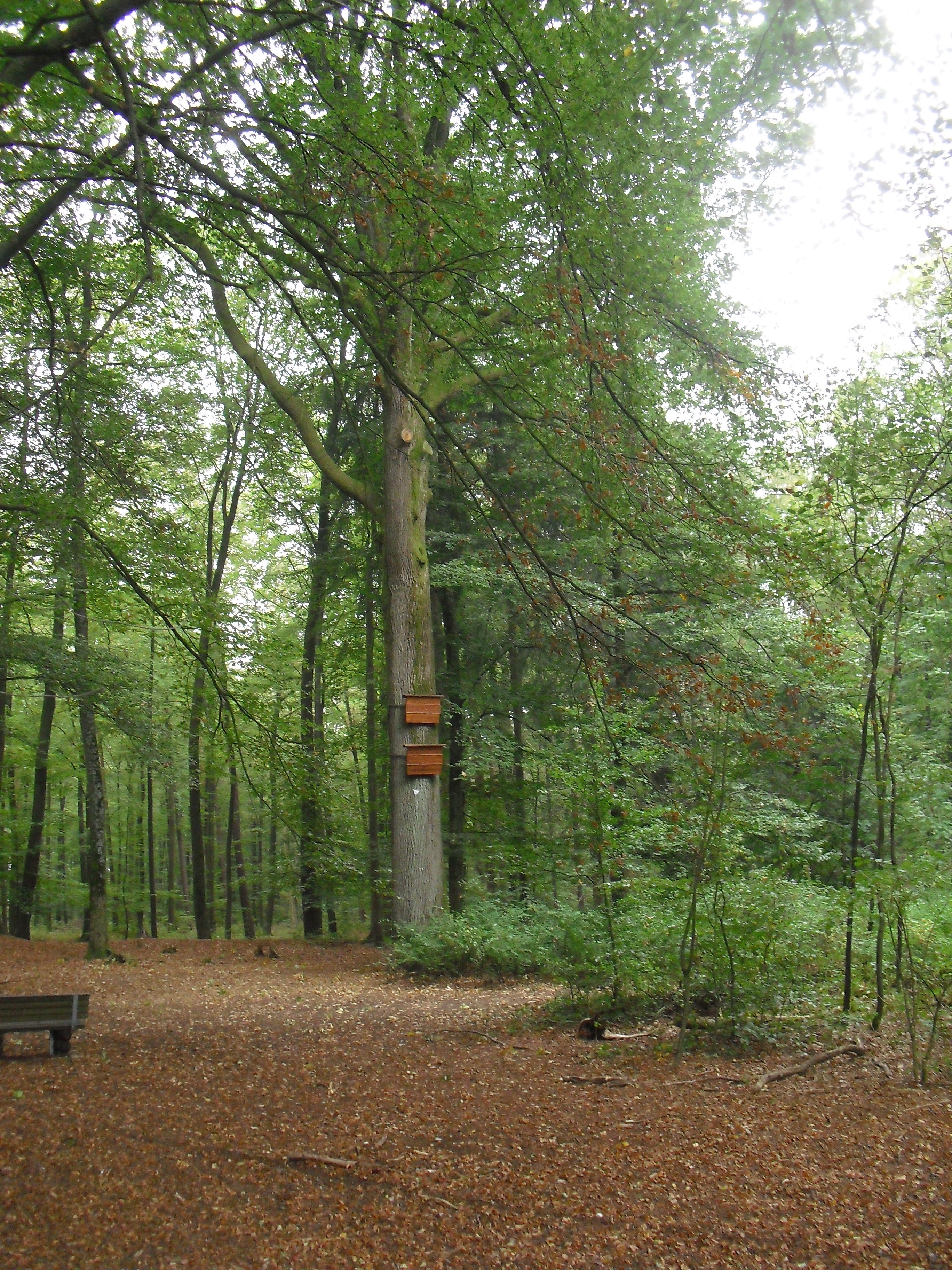
姉妹自治体の記念樹「平和のオーク」

### 姉妹自治体
- ヴェリエール＝ル＝ビュイッソン（フランス、エソンヌ県）1971年

毎年交互にペンテコステの相互訪問がなされている。
また、近隣のアウグストドルフに駐屯している第21装甲旅団第203戦車大隊と2007年8月16日から友好関係を結んでいる。
さらにヘーフェルホーフは、2008年5月31日からヨーロッパ・ナポレオン都市連盟に加盟している。

## 文化と見所

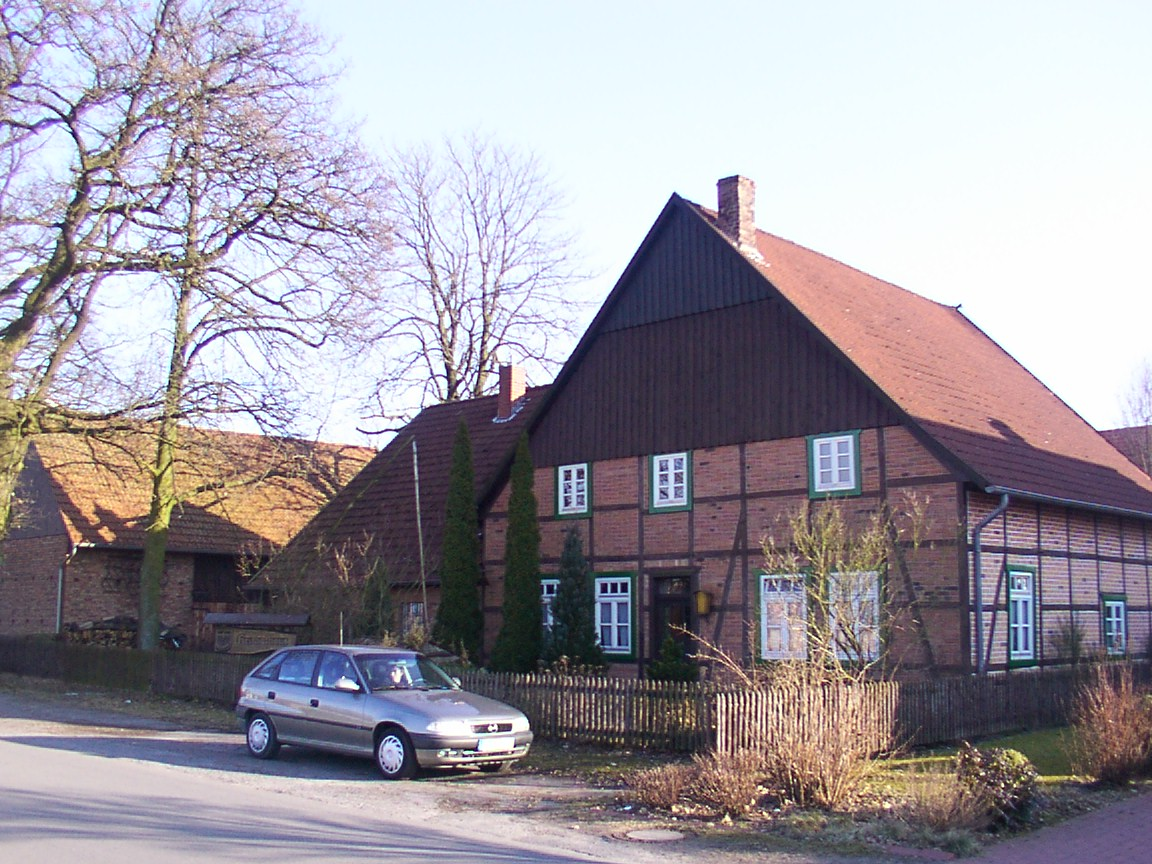
ヘーフェルホーフの郷土館

### 博物館
リーゲ地区に村の学校博物館がある。この博物館は保護文化財に指定されている200年前の学校に入居している。屋根には学校の鐘が遺されており、校庭も保存されている。1200点以上の古い教科書や文具、教材が展示されている。1950年の塗装工事の際に、24か条の道徳を表した19世紀の「Goldenes ABC」が発見された。
OWL 郷土センターは、郷土館と古い手工芸家の館からなっている。後者は2005年にボランティアで設立された。ここには様々な古い手工芸（たとえばかご細工、網作り、村の鍛冶屋）が展示されている。郷土館はヘーフェルホーフの典型的な建物である。ここにはパン焼き窯も設けられている。このため、様々なイベントでパンが焼かれている。すべての施設が電話予約後に見学することができる。

### 音楽
ヘーフェルホーフとヘーフェルリーゲでは教会合唱団が活動している。コルピングファミリー・ヘーフェルホーフはコール・ア・ラ・カルトを有している。ヘーフェルゼンネとエスペルンには男声合唱団がある。
ヘーフェルホーフにはアコーディオンオーケストラ、狩猟ホルンアンサンブル、吹奏楽団がある。ヘーフェルリーゲ地区には吹奏楽団と射撃鼓笛隊がある。エムスラントイェーガーはエスペルンとシュタインホルストに会員を有する音楽団体である。

### 建造物

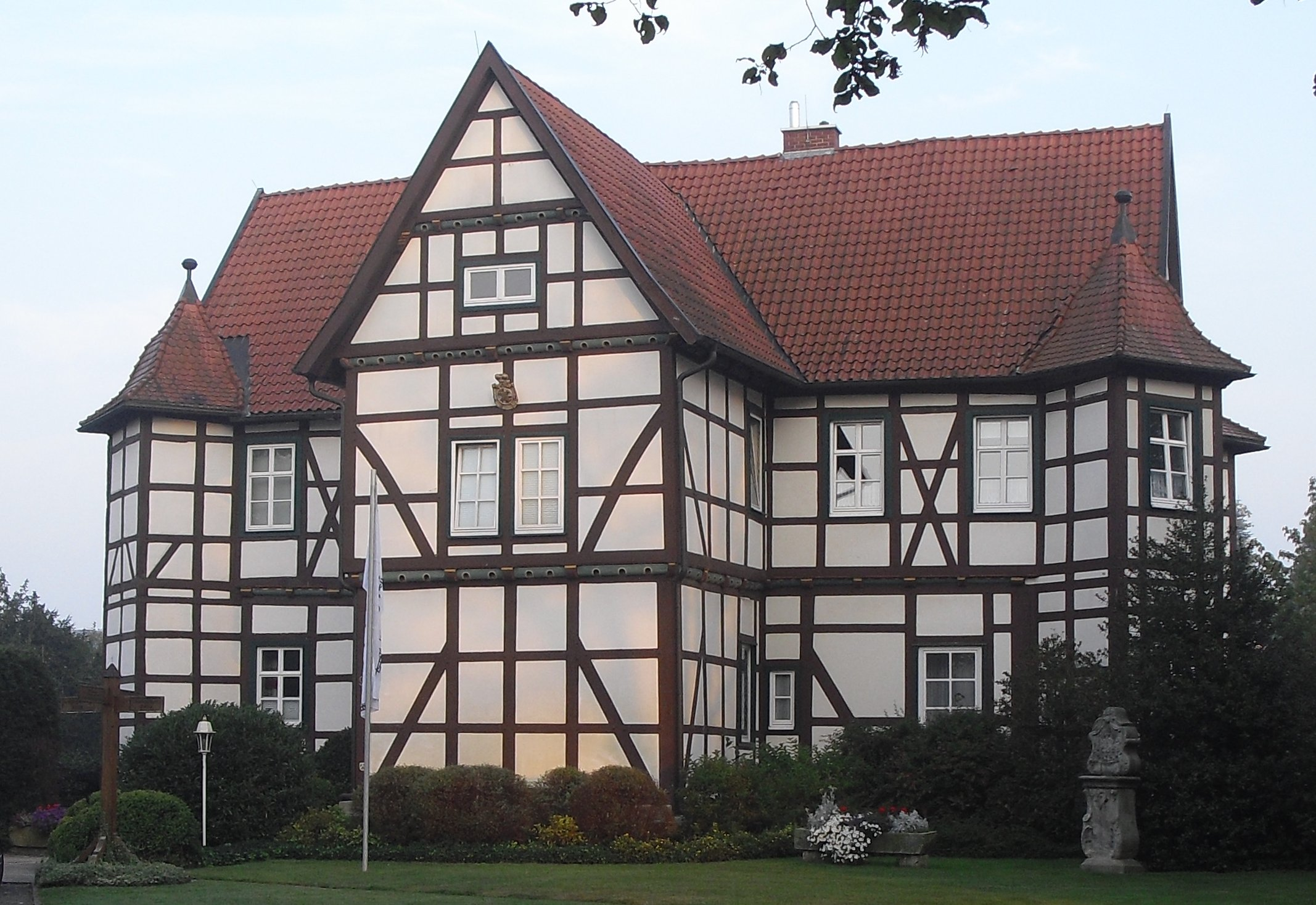
ヘーフェルホーフの狩りの城

- ヘーフェルホーフの教区教会聖ヨハネス・ネポムク教会は、4代目の教会建築である。先行する教会堂は状態が悪く、この教区の人口増加により手狭になったため、1977年に4代目のヘーフェルホーフ教区教会が建設された。
- 町の中核部、カトリック教区教会の近くにかつてのパーダーボルン司教領主の狩りの城がある。以前は城館全体が堀で囲まれていた。1661年に司教領主ディートリヒ・アドルフ・フォン・デア・レックによって建設された主館は、簡素な3階建ての切妻造りの姿を見せている。ヴィーデンブリュックにある領主館アウセル邸をモデルにしたこの建物は、4つの角に対角線上に突き出した張り出し部を有している。1780年、玄関側に張り出し部が増築された。2棟の附属建築は1774年の銘を持つ。この旧城館は現在、カトリックの司祭館として利用されている。
- ヘーフェルリーゲ・ヘルツ＝イェズ教会
- エスペルン・ヘルツ＝イェズ教会
- ラムゼルホーフはヘーフェルホーフで最も古い農場である。この農場の始まりは12世紀にまで遡る。現存する屋敷は1744年に建設されたもので、公園の中に建っている。この屋敷は私邸であるが、月に1度戸籍法に則った結婚式を開く機会が設けられている[26]。

- ヘーフェルリーゲのヘルツ・イェズ教会
- エスペルンのヘルツ・イェズ教会

### 公園
ヘーフェルホーフにはフランスの姉妹自治体にちなんだヴェリエール公園がある。モースハイデやヘーフェルホーフの森の遊歩道は市民のレクリエーションに利用されている。ラムゼルホーフ周辺には小さな非公開の庭園がある。

### 自然保護区

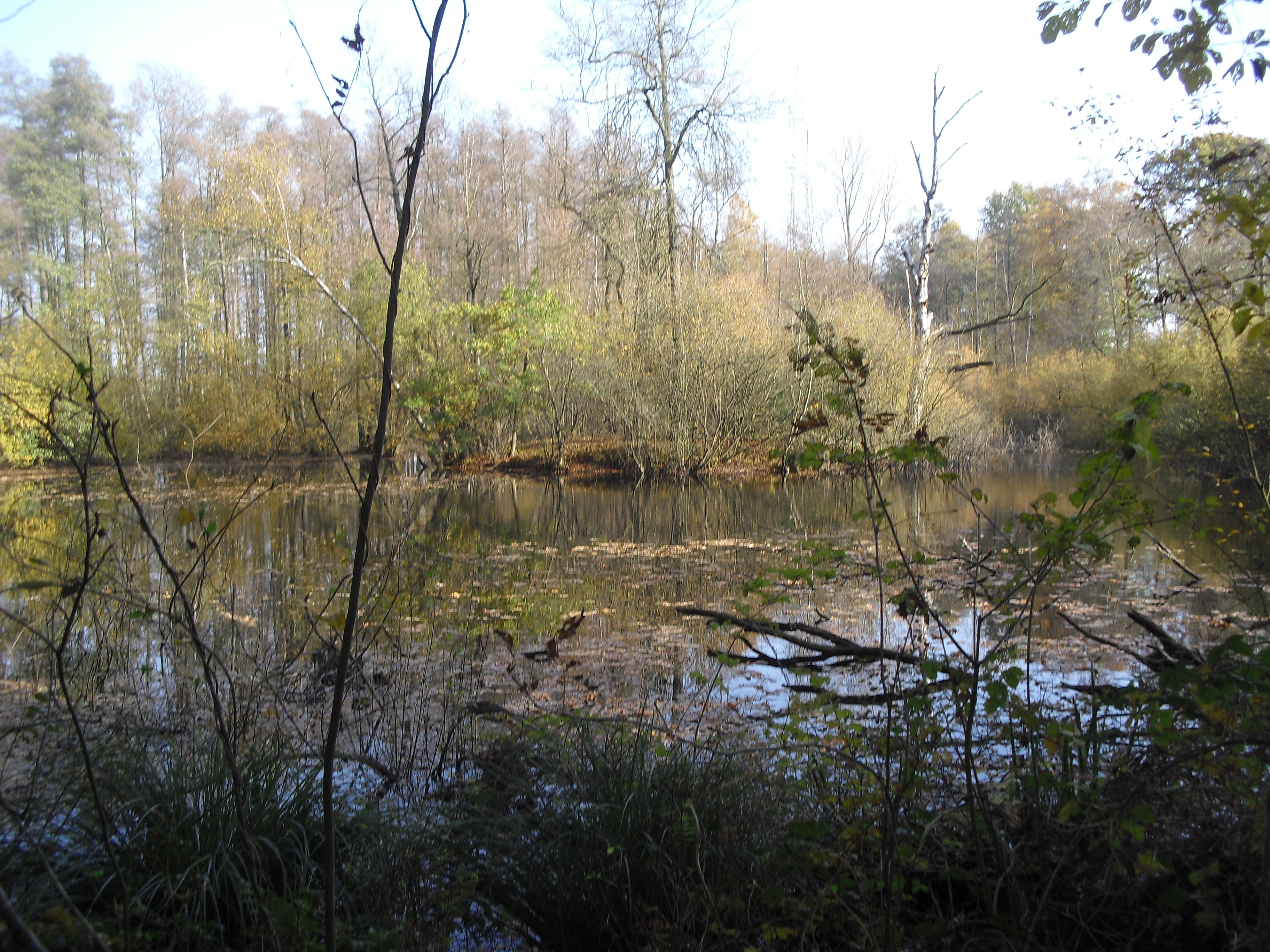
アーペルス・タイヒ

ヘーフェルホーフには全部で 5つの自然保護区がある。このうち 3つは完全に町内に含まれているが、他の 2つは町の境界をまたいで存在している。
パーダーボルン郡ゼンネ生物学ステーションの施設であるゼンネ自然保護センターが、モースハイデ自然保護地域を管理している。440 ha の地域に砂丘や乾燥した荒れ地が存在している。さらにここには石灰質の砂地とオークやカバノキの混交林がある。約 285 ha がヘーフェルホーフ、残りはシュロス・ホルテ＝シュトゥーケンブロックに属している。
ラムゼルブルーフはヘーフェルホーフの北西に位置する広さ約 55 ha の自然保護地域である。ここはゼンネ地域に典型的な森林で構成されている。その他に荒れ湿地、砂丘、湿潤な草地がある。この地域はオストヴェストファーレン＝リッペで最も古い自然保護地域である。
リクセルブルーフ自然保護地域は、リーゲ地区の北、フルルバッハの低地のハンノキの湿った砂地の森からなっており、広さは約 5.2 ha である。
アーペルス・タイヒ自然保護地域は、ザルヴァトール通りからアウトバーンA33号線まで約 40 ha の広さがある。2.3 ha の古い部分はゼンネ地方に典型的なハンノキの湿った砂地の森であるハイデヴァイハーと、オークや白樺の林を有する砂丘とで構成されている。ここは300年ほど前から植えられたマツに侵食される以前のゼンネの特徴を示している。
ヘーフェルホーフとデルブリュック＝オステンラント地区との間に、主に湿った草地からなる広さ約 122 ha のエルトガルテン＝ラウアーヴィーゼン自然保護地域がある。種類の豊富な保護地域の一部はデルブリュック市内にまで及んでいる。

### スポーツクラブ、その他のクラブ

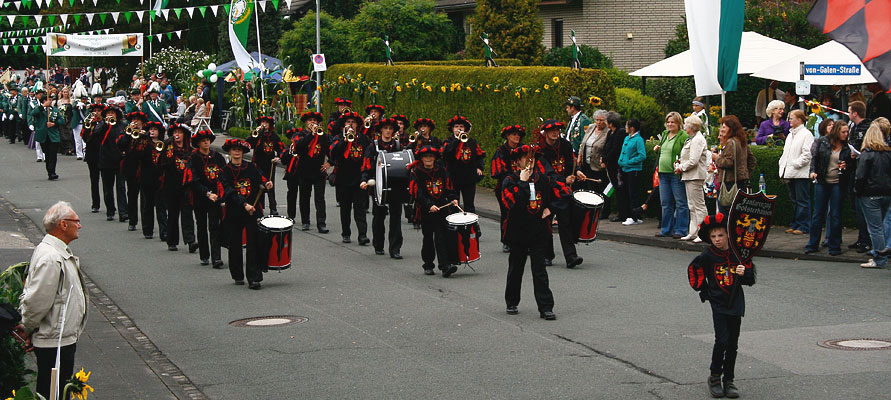
連邦射撃祭

ヘーフェルホーフには、住民にスポーツ活動を提供するクラブが 20 以上存在する。サッカー、ハンドボール、バレーボール、テニス、卓球といった古典的な球技の他にバドミントン、乗馬、柔術などの格闘技、自転車、水泳、ドイツ人命救助協会支部、統合・リハビリテーションスポーツなどのクラブがある。HSG アウグストドルフ/ヘーフェルホーフは、TuSG アウグストドルフおよび HC ヘーフェルホーフのハンドボール部門が統合されたもので、現在はオーバーリーガ・ヴェストファーレンで活動している。このクラブチーム最大の成功は、2002/03年シーズンにブンデスリーガ2部に昇格したことである。
最も会員数の多いクラブが、2,037人の会員（2009年現在）を擁するザンクト・フーベルトゥス射撃兄弟団ヘーフェルホーフ e.V. である。2009年9月にヘーフェルホーフの射撃兄弟団は連邦射撃祭を主催した。この時には、約 3万人の射撃手がヘーフェルホーフの中心街に訪れた。

### イベントと祭
毎週木曜日の午前中にマルクト広場にあたる教会前のヘーフェルマルクトで週の市が開催される。4月の初め、エスペルン地区でエスペルナー・モーファレンネン（原動機付自転車レース）が行われる。4月30日と5月1日にヘーフェルマルクトで春祭が祝われる。6月末には毎年、ザンクト・フーベルトゥス射撃兄弟団ヘーフェルホーフの射撃祭が開催される。ザンクト・リボーリ兄弟射撃団ヘーフェルリーゲ＝リームケは 8月初めに射撃祭を行っている。同じく 8月にはパーダーボルン郡＝ゼンネ生物学ステーションがゼンネのハイデシュヌッケンシェーフェライ（羊牧場）でハイデブリューテンフェストを祝う。エスペルン住民クラブは 9月にエスペルンの郷土・収穫祭を開催する。10月の第1週末にはヘーフェルホーフ交通協会が伝統的なヘーフェルマルクト住民祭を行う。12月にはヘーフェルホーフ中心街でクリスマスマーケットが開かれる。

### 郷土料理・食材
郷土の味として、ヘーフェルホーファー・ゼンネビールが挙げられる。これは町の飲食店で飲むことができ、地元の店で購入することができる。ゼンネビールはデトモルトのブラウエライ・シュトラーテによって醸造されている。

## 経済と社会資本

### 交通

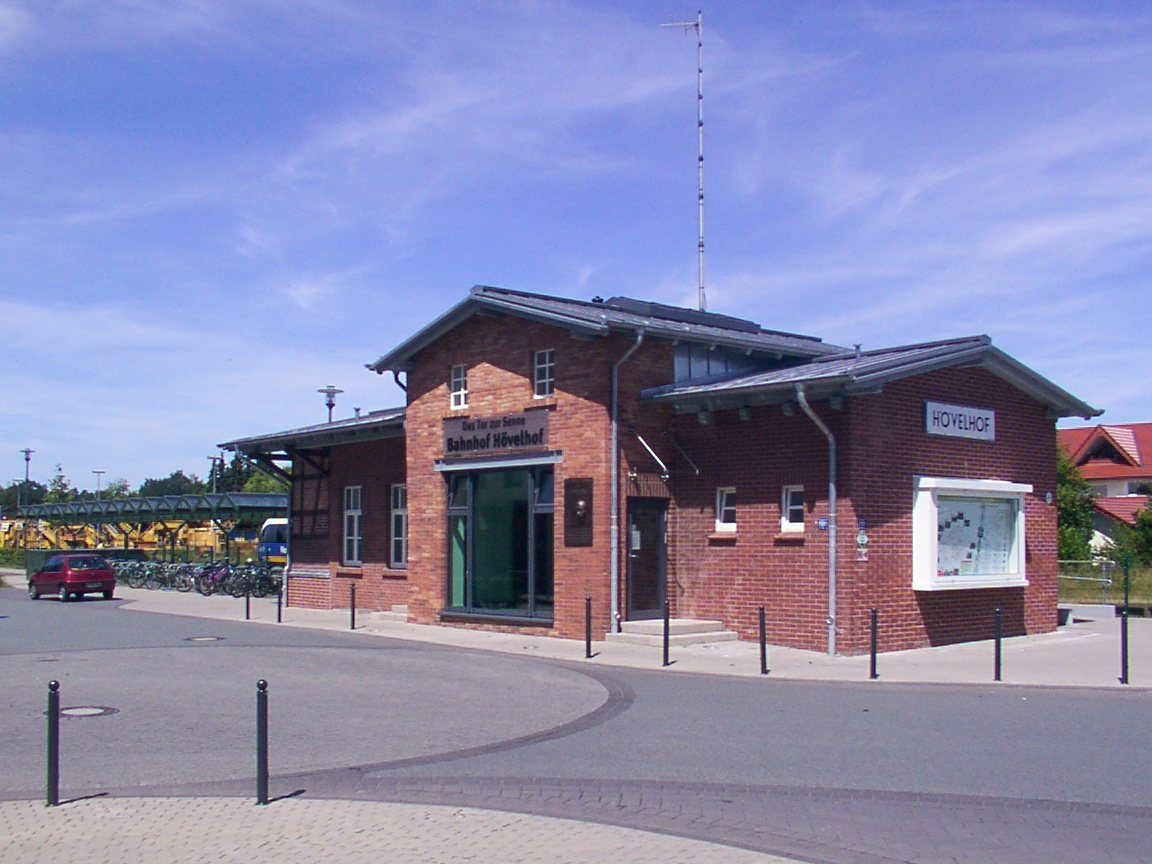
ヘーフェルホーフ駅

#### 鉄道・バス
ゼンネ鉄道には、ヘーフェルホーフ駅とヘーフェルリーゲ駅がある（路線番号 403）。レギオナルバーン 74 ビーレフェルト - シュロス・ホルテ - パーダーボルン線もこの路線を利用している。クラウスハイデにも駅があったが現在は廃止されている。ボンバルディアのディーゼル車輌タレントで運行しているノルトヴェストバーンの旅客列車はこの町を通過する。
1978年まではヘーフェルホーフ駅に1903年に完成したトイトブルガー・ヴァルト鉄道 (TWE) のイベンビューレン - ヘーフェルホーフ線の旅客列車が発着していた。この路線はギュータースローからフェルルおよびカウニッツを経由して運行していた。現在キャップトレイン・ドイチュラントが所有しているこの貨物路線のギュータースロー - フェルル間に旅客鉄道を再開させようという議論がなされているが、カウニッツ - ヘーフェルホーフへの延長についてはまだ検討されていない。毎年12月の第1日曜日に TWE のギュータースローからヘーフェルホーファー・ニコラウスマルクトまで保存鉄道としてトイト＝エクスプレスという蒸気機関車が運行される。
道路旅客交通に関しては、パーダーボルン、ギュータースロー、シュトゥーケンブロック（ビーレフェルト＝ブラックヴェーデ行きに乗り換えができる）行きの地方バスが運行している。ヘーフェルホーファー・オルトブス（HOB 町内バス）が1997年からすべての地区を互いに結んでいる。この町内バスはヘーフェルホーフのスクールバスを引き継いだ。ヘーフェルホーフの町内バスは数多くの小さな自治体にとって、わずかな費用で公共交通機関による価値の高い基本サービスを生み出すためのモデルケースとなった。週末と指定休日前にはパーダーボルンからの夜行バスが運行される。
すべての公共旅客交通にはパーダーボルン＝ヘクスター近郊交通連盟の運賃が適用される。ただし、ビーレフェルト方面への境界を越えるものについては「デア・ゼクサー」運賃（OWL交通 GmbH）や NRW運賃が適用される。

#### 道路
アウトバーン A33号線が町内を通っており、町のすぐ近くに 2つのインターチェンジ（シュトゥーケンブロック＝ゼンネとパーダーボルン＝ゼンネラーガー）がある。

#### 航空路
パーダーボルン/リップシュタット空港は約 29 km 離れたビューレン＝アーデンにある。

#### 自転車
ヘーフェルホーフはエムス自転車道の起点である。さらに欧州自転車道 R1号線とゼンネ自転車道がこの町を通っている。

### メディア

#### 印刷媒体
ヘーフェルホーフには 2紙のローカル日刊紙が刊行されている。1紙はヴェストファーレン＝ブラットの地域版ヴェストフェリシェス・フォルクスブラット、もう1紙が地域版を含むノイエ・ヴェストフェリシェである。両紙はビーレフェルトの編集局から一般記事を得ている。さらに、パーダーボルン郡、ヘクスター郡向けに、地方史、文学、芸術を扱った「ディー・ヴァルテ」が年に4回発行される。
雑誌「ヘーフェルフォーファー・ルントシャウ」が毎月刊行されている。出版者はヘーフェルホーフ交通協会である。隣町のフェルルとシュロス・ホルテ＝シュトゥーケンブロックで刊行されている雑誌風の出版物はヘーフェルホーフでも入手可能である。

#### ラジオとテレビ
ヘーフェルホーフは西部ドイツ放送 (WDR) のビーレフェルト地方スタジオとローカルラジオ局として報道番組を放送しているラジオ・ホーホシュティフトの放送サービス地域に属している。

### 公共機関
ヘーフェルホーフ消防団では 80人以上の消防団員が活動している。青年消防団は 12歳から 17歳の 23人の団員で構成されている。
ヘーフェルホーフ町は1972年から 25 m 水槽のある屋内プール「ゼンネバート」を有している。ヘーフェルホーフのすべての基礎課程学校の児童はこの屋内プールでタツノオトシゴ水泳マーク（初級泳者標）を獲得している。このプールには毎年のべ約 53,000人の水泳客が訪れる。
「ハウス・デア・ユーゲント - HOT ヘーフェルホーフ」という名称の町立児童・青年センターは、広さ約 900 m2 で、カフェ、コンピュータースペース、幼児スペース、様々な遊具や、ローラースケート場、ミニサッカー場、グリル施設を持つ広い屋外施設がある。月曜日から土曜日まで児童や青年たちは空き時間をここで過ごすことができる。
この町は、19,000点以上のメディアを有する図書館を運営している。ヘーフェルホーフ刑務所は、1948年にシュタウミューレに少年刑務所として設立され、1993年に保護部門が拡張された。若い囚人は通常各房 2人から 3人収監されるが、独房も40以上ある。空間上分離された保護部門には 31の房がある。
パーダーボルン郡＝ゼンネ生物学ステーションは、ハイデシュヌッケンシェーフェライの軍事演習場の境界に接している。
ザルヴァトール＝コレークは、パーダーボルン大司教区カリタス会の青年の家である。この施設は 12歳以上の青少年のための保護指導施設で、ヘーフェルホーフに本部を持つ。

### 教育
ヘーフェルホーフには 5つの公立幼稚園とカトリック教会が運営する幼稚園が 3園ある。さらに 3校の基礎課程学校あるが、このうちミューレンシューレとキルヒシューレの2校はカトリックの宗派学校である。クロルバッハシューレでは本課程学校の教程が行われている。本課程学校に隣接してフランツ＝シュトック実科学校がある。ギムナジウムは隣接するフェルル、シュロス・ホルテ＝シュトゥーケンブロック、リートベルク、デルブリュック、シュロス・ノイハウス、パーダーボルンにある。
ヘーフェルホーフは、2010年6月1日以降、ビューレン、デルブリュック、ザルツコッテン、バート・ヴュネンベルク市民大学連合に属している。それ以前は、ヘーフェルホーフ住民教育活動会 e.V. による市民大学講座が開かれていた。住民教育活動会は引き続きこの町の文化活動を担っている。住民教育活動会には低地ドイツ語サークル、アコーディオン・オーケストラ、青年吹奏楽団、文芸活動サークル、芸術サークル、研究推進協会が参画している。2014年10月15日現在、この町には合わせて 90人の教員と 1,381人の児童・生徒がいる。このうち 667人が基礎課程学校、254人が本課程学校、448人が実科学校、12人が養護学校の児童・生徒である。

### 地元企業
ヘーフェルホーフの企業は以下の産業分野が主である: 機械製造、金属加工業、包装および包装材料製造、合成樹脂、医薬および栄養補助製品、照明器具、家具、コーヒー・オートメーションシステム。またこれらに加えて、典型的な手工業者もある。

## 人物

### 出身者
- ハインツ・シュトゥッケ（1940年 - ）自転車冒険家